# Ларссон, Маркус
Ма́ркус Ла́рссон (швед. Markus Larsson, род. 9 ноября 1979, Кил) — шведский горнолыжник, двукратный призёр чемпионата мира. Специалист слаломных дисциплин.
В Кубке мира Ларссон дебютировал в 1999 году, в марте 2006 года одержал свою первую победу на этапе Кубка мира в слаломе. Всего на сегодняшний день имеет 2 победы на этапах Кубка мира, обе в слаломе. Лучшим достижением в общем зачёте Кубка мира является для Ларссона 22-е место в сезоне 2006-07.
Принимал участие на Олимпиаде-2002 в Солт-Лейк-Сити, где занял 7-е место в слаломе.
На Олимпиаде-2006 в Турине, стал 11-м в комбинации, кроме того стартовал в слаломе, но не смог добраться до финиша.
На Олимпиаде-2010 в Ванкувере, стал 43-м в скоростном спуске, 16-м в комбинации и 27-м в гигантском слаломе.
На Олимпийских играх 2014 года в Сочи занял седьмое место в слаломе, как и 12 годами ранее на Играх в Солт-Лейк-Сити.
За свою карьеру участвовал в шести чемпионатах мира (2001, 2003, 2005, 2007, 2013, 2015), завоевал серебряную медаль в командных соревнованиях на чемпионате мира 2007 года в Оре и бронзовую в аналогичной дисциплине на чемпионате мира 2015 года в Вейле. На чемпионате мира 2005 года в Бормио занял четвёртое место в слаломе.
Использовал лыжи и ботинки производства фирмы Head.
Завершил карьеру в январе 2016 года после травмы, полученной в Адельбодене.